# Ernst von Wallenberg
Karl Ernst Gideon von Wallenberg, kurz Ernst von Wallenberg, (* 10. Dezember 1821 in Breslau; † 19. Oktober 1898 in Berlin) war ein preußischer Verwaltungsbeamter.

## Leben
Ernst war der jüngste Sohn des Breslauer Bankiers und preußischen Geheimen Kommerzienrats und Gutsbesitzers Karl Anton Gotthardt von Wallenberg (1773–1842) auf Schmiedefeld und der Juliane Florentine Elisabeth, geborene von Pachaly (1785–1841). Die Mutter war Erbin des Besitzes in Maria-Höfchen.
Er studierte an der Ruprecht-Karls-Universität Heidelberg und der Rheinischen Friedrich-Wilhelms-Universität Bonn. 1842 wurde er Mitglied des Corps Saxo-Borussia Heidelberg. Im gleichen Jahr schloss er sich dem Corps Borussia Bonn an. Nach dem Studium trat er in den Dienst des Königreichs Preußen ein und wurde Präsident der Hofkammer der königlichen Familiengüter. Er war seit 1851 verheiratet mit Maria von Rochow (1829–1913). Sie war die jüngste Tochter des Gutsherrn auf Stülpe bei Luckenwalde, Landtagsmarschall, Oberst und Johanniterorden-Kommendator Adolf von Rochow (1788–1869) und der Wilhelmine von Brösigke-Ketzür (1803–1835). 
Ernst und Maria Juliane von Wallenberg hatten mehrere Kinder, wovon Gideon, Wichard und Margarethe früh starben. Die Tochter Marianne Juliane Wilhelmine, geboren in Potsdam 1856, heiratete 1876 den späteren preußischen General der Kavallerie Alfred zu Dohna-Schlobitten. Marianne zu Dohna starb auf Schloss Finckenstein 1931, sie war Ehrendame des bayrischen Theresien-Ordens.
Friedrich von Wallenberg Pachaly war sein Großneffe.

## Auszeichnungen
- Preußischer Wirklicher Geheimer Rat mit dem Titel Exzellenz (18. Februar 1891)[4]
- Roter Adlerorden II. Klasse mit Eichenlaub
- Kronen-Orden II. Klasse mit Stern
- Landwehr-Dienstauszeichnung II. Klasse
- Rechtsritter des Johanniterorden (1883)

## Sekundärliteratur
- Liste der Mitglieder der Balley Brandenburg des Ritterlichen Ordens St. Johannis vom Spital zu Jerusalem. 1898. Julius Sittenfeld, Berlin 1898, S. 16, S. 177.
- Lothar Graf zu Dohna, Alexander zu Dohna, Ursula zu Dohna: Die Dohnas und ihre Häuser. Profil einer europäischen Adelsfamilie. Band 2, Wallstein, Göttingen 2013, ISBN 978-3-8353-1237-1, S. 518.